# Фермін Качо
Фермін Качо Руїз (ісп. Fermín Cacho Ruiz; нар. 16 лютого 1969, Аґреда, Іспанія) — Іспанський легкоатлет, що спеціалізується на бігу на середні дистанції, олімпійський чемпіон 1992 року, срібний призер Олімпійських ігор 1996 року, чемпіон Європи.

## Кар'єра
| Рік                 | Змагання                       | Місто                      | Місце               | Дисципліна          | Примітки            |
| Представник Іспанія | Представник Іспанія            | Представник Іспанія        | Представник Іспанія | Представник Іспанія | Представник Іспанія |
| ------------------- | ------------------------------ | -------------------------- | ------------------- | ------------------- | ------------------- |
| 1987                | Чемпіонат Європи серед юніорів | Бірмінгем, Велика Британія | 12                  | 1500 метрів         | 4:00.58             |
| 1988                | Чемпіонат світу серед юніорів  | Садбері, Канада            | 3                   | 1500 метрів         | 3:47.31             |
| 1990                | Чемпіонат Європи в приміщенні  | Глазго, Велика Британія    | 2                   | 1500 метрів         | 3:44.61             |
| 1990                | Чемпіонат Європи               | Спліт, Югославія           | 11                  | 1500 метрів         | 3:42.21             |
| 1991                | Чемпіонат світу в приміщенні   | Севілья, Іспанія           | 2                   | 1500 метрів         | 3:42.68             |
| 1991                | Чемпіонат світу                | Токіо, Японія              | 5                   | 1500 метрів         | 3:35.62             |
| 1992                | Олімпійські ігри               | Барселона, Іспанія         | 1                   | 1500 метрів         | 3:40.12             |
| 1993                | Чемпіонат світу                | Штутгарт, Німеччина        | 2                   | 1500 метрів         | 3:35.56             |
| 1994                | Чемпіонат Європи               | Гельсінкі, Фінляндія       | 1                   | 1500 метрів         | 3:35.27             |
| 1995                | Чемпіонат світу в приміщенні   | Барселона, Іспанія         | 6                   | 1500 метрів         | 3:45.46             |
| 1995                | Чемпіонат світу                | Гетеборг, Швеція           | 8                   | 1500 метрів         | 3:37.02             |
| 1996                | Олімпійські ігри               | Атланта, США               | 2                   | 1500 метрів         | 3:36.40             |
| 1997                | Чемпіонат світу                | Афіни, Греція              | 2                   | 1500 метрів         | 3:36.63             |
| 1998                | Чемпіонат Європи               | Будапешт, Угорщина         | 3                   | 1500 метрів         | 3:42.13             |
| 1999                | Чемпіонат світу                | Севілья, Іспанія           | 4                   | 1500 метрів         | 3:31.34             |